# Umkirch
Umkirch là một đô thị ở huyện Breisgau-Hochschwarzwald bang Baden-Württemberg, thuộc nước Đức. Đô thị Umkirch có diện tích 8,72 km². dân số thời điểm 31 tháng 12 năm 2020 là 5808 người. Umbirch có cự ly khoảng 5 ki lô mét về phía tây Freiburg im Breisgau.